# Fuoco di copertura (romanzo)
Fuoco di copertura è un romanzo dello scrittore Andy McNab, pubblicato nel 2002. È il terzo episodio della serie Nick Stone.
Il libro è stato tradotto in francese, finlandese, tedesco, ceco, ungherese, olandese, danese, svedese e italiano.

## Trama
L'ex membro dei SAS Nick Stone, da tempo reclutato dal servizio segreto britannico MI6 viene ingaggiato per una missione nell'innevato territorio finlandese, ma questa volta il mandante non è la "Ditta" bensì i rivali in affari del bersaglio che fingendosi funzionari di una banca privata vorrebbero persuadere il russo a non riciclare i suoi soldi attraverso le loro casse.
L'obiettivo è Valentin Lebed, elemento di spicco della mafia Russa il quale dovrà essere rapito ed in seguito tradotto in segreto a San Pietroburgo.

Colpa di collaboratori poco affidabili ed avvezzi all'uso di droga le cose non vanno come programmato, anche se Nick riesce comunque nel rapimento del russo si ritroverà poi in seguito a doverlo liberare in quanto Sergej, l'uomo che doveva portare Valentin a San Pietroburgo viene ucciso nello scontro a fuoco avvenuto durante il rapimento.
Il malavitoso che durante la prigionia ha sempre mantenuto un inquietante sangue freddo, grato di non essere stato eliminato, promette al suo rapitore una cospicua somma di denaro che potrà ritirare presso una sua residenza a Londra in un giorno da lui stabilito.

Nick che versa sempre in pessime condizioni economiche decide di fidarsi ed è qui che conosce Liv la quale gli fa sapere che Valentin, impressionato dalle sue capacità vuole affidargli un lavoro molto ben remunerato.
L'obiettivo è venire in possesso delle chiavi di accesso ad Echelon, il sistema di controllo occidentale che i servizi segreti di molti governi usano per monitorare le comunicazioni, per riuscire nell'intento si dovrà avvalere della collaborazione di Tom ex hacker e sua vecchia conoscenza.
Tornato di nuovo in territorio Finlandese inizia la fase di preparazione con ricognizioni sul posto e reperimento di materiali, ma al momento di penetrare furtivamente all'interno della casa nascosta all'interno dei boschi, le cose vanno di nuovo storte in quanto anche altre organizzazioni tenevano d'occhio la struttura.
Nick e Tom sono costretti a dividersi, il primo catturato dagli "altri" il secondo riesce a dileguarsi nella neve, dopo una rocambolesca fuga dalle grinfie dei suoi carcerieri, Nick viene informato da Liv che il contratto è ancora valido e sia l'obiettivo che Tom, catturato dai rivali di Valentin sono in Estonia.
Arrivato non senza difficoltà in territorio Estone, l'agente si metterà in contatto con uomini di Lebed e organizzerà un nuovo assalto all'obiettivo.
Sarà proprio in questo paese che Nick riuscirà ad avere la sua vendetta.

## Edizioni in italiano
- Andy McNab, Fuoco di copertura: romanzo, traduzione di Stefano Tettamanti, Milano: Longanesi, 2002
- Andy McNab, Fuoco di copertura: romanzo, traduzione di Stefano Tettamanti, Milano: TEA, 2003
- Andy McNab, Fuoco di copertura, Milano: Superpocket, 2004